# Eine andere Liga
Eine andere Liga ist eine Tragikomödie aus dem Jahr 2005 unter der Regie von Buket Alakuş, die zusammen mit Jan Berger auch das Drehbuch schrieb. Der gemeinschaftlich von Wüste Film in Hamburg und im Auftrag des ZDF Das kleine Fernsehspiel in Zusammenarbeit mit Arte produzierte Spielfilm berichtet über eine junge Frau, die durch eine schwere Krankheit aus der Bahn geworfen wird und sich durchs Fußballspielen den Weg zurück ins Leben erkämpft. Der Film lief am 26. Januar 2006 in deutschen Kinos an.

## Handlung
Deutschtürkin Hayat ist eine leidenschaftliche und ehrgeizige Fußballerin, als eine Krebserkrankung, in deren Folge ihr eine Brust entfernt werden muss, sie aus dem vollen Leben reißt. Nach ihrer Entlassung aus dem Krankenhaus versucht sie, wieder zu ihrer alten Kraft zurückzufinden. Ihre Gesellenprüfung als Goldschmiedin steht bevor, und sie will – obwohl die Medikamente sie schwächen – den Trainingsrückstand im Fußball aufholen. Hayats besorgter Vater Baba-Can, mit dem sie seit dem frühen Tod der Mutter alleine lebt, hat sie jedoch bei ihrer Mannschaft abgemeldet. Aus Sorge um ihre Gesundheit möchte er sie von jeder körperlichen Anstrengung fernhalten. Heimlich beginnt sie, mit dem bunt zusammengewürfelten Frauen-Team FC Schanze zu trainieren. Hier begegnet Hayat nicht nur neun eigenwilligen und liebenswerten jungen Frauen, sondern auch dem zum Damenteam strafversetzten Trainer Toni, der versucht, die Saison ohne großen Energieaufwand hinter sich zu bringen.
Mit ihrem Ehrgeiz und ihrer Leidenschaft für den Fußball bringt Hayat frischen Wind in die Truppe und steckt nicht nur ihre Mitspielerinnen an – Toni verliebt sich prompt in sie. Einfallsreich und unermüdlich beginnt Toni um sie zu werben, doch seine Flirtversuche verunsichern Hayat. Obwohl auch sie sich stark zu Toni hingezogen fühlt, ist ihr Selbstbild als Frau durch die Operation zu schwer angegriffen. Sie kann sich ihm nicht öffnen, die Angst vor Ablehnung ist einfach zu groß. Hinzu kommt, dass ihr Vater weiterhin mit Argusaugen über das Wohl seiner kleinen Prinzessin wacht und Tonis Annäherungsversuche misstrauisch beobachtet. Hayats beste Freundin Ali hingegen macht ihr Mut, sich zu Toni zu bekennen. Toni gelingt es allen Hindernissen zum Trotz, Hayat zu einem gemeinsamen Abend zu überreden. Zurück im Treppenhaus von Hayats Wohnblock küssen sich die beiden leidenschaftlich, bis Toni erschrocken Hayats fehlende Brust bemerkt. Hayat fühlt sich derart zurückgesetzt, dass sie in ihre Wohnung rennt und wegen eines Schocks ins Krankenhaus eingeliefert werden muss. Toni gelingt es jedoch, Hayats Vertrauen wiederzugewinnen. Er nimmt sie mit in seine Wohnung, wo beide  miteinander schlafen. Der Schluss des Films spielt auf dem Fußballplatz: Hayats Kameradinnen bestreiten ein Spiel gegen Hayats ehemalige Mannschaft. Hayat kommt nach einigem Zögern erst in der Schlussphase ins Stadion, wird eingewechselt und erzielt das Ausgleichstor für ihre Mannschaft.

## Drehorte
Der Film spielt in Hamburg, unter anderem im Stadtteil Sankt Pauli, wobei unter anderem das Millerntor-Stadion und die Adolf-Jäger-Kampfbahn als Kulisse dienten.

## Kritiken
- „Dieser Film ist – gleichsam titelgetreu – etwas ganz Besonderes: „Eine andere Liga“ von Buket Alakus sprüht vor Leben, Farbe und Energie“ (Adolf-Grimme-Preis-Jury 2008)
- „so wirkt der Film, der einfach von der Lust am Leben und der Kraft einer Liebe, die durch Widerstände wächst, erzählen will, am Ende allzu gut gemeint“ (Anke Sterneborg, Süddeutsche Zeitung, München, 26. Januar 2006)
- „Das um eine positive Ausstrahlung bemühte Feel-Good-Movie lässt das komische Konfliktpontential kultureller Unterschiede weitgehend ungenutzt und zieht sich eher auf Unverbindlichkeiten und Standardsituationen des Sportfilms zurück. Überzeugend und berührend fällt dagegen die intensive Liebesgeschichte aus, die ganz von der großartigen Hauptdarstellerin geprägt wird.“ (film-dienst 2/2006)[4]

## Resonanz
Den Film sahen in Deutschland im Jahr 2006 weniger als 100.000 Kinobesucher.

## Auszeichnungen
- 2005: Emden Film Preis für Buket Alakus auf dem Emden International Film Festival
- 2005: Publikumspreis der Arbeitsgemeinschaft Kino – Gilde deutscher Filmkunsttheater 2005 für Buket Alakus
- 2005: Publikumspreis Max Ophüls Festival für Buket Alakus
- 2005: Monte-Carlo Comedy Film Festival-Jury-Preis für Best Actor Ken Duken & Best Screenplay Buket Alakus
- 2008: Adolf-Grimme-Preis für Buket Alakus (Regie, Buch), Jan Berger (Buch)
 Karoline Herfurth, Ken Duken, Thierry van Werveke (Darstellung)